# 克罗滕多夫 (奥地利)
克罗滕多夫（德語：Krottendorf）是奥地利施蒂利亚州魏茨县的一个市镇。总面积12.44平方公里，总人口2232人，人口密度179.4人/平方公里（2005年）。